# Philip Rosedale
Philip Rosedale (San Diego , 29 de septiembre de 1968) es un emprendedor estadounidense, más conocido como el fundador del mundo virtual Second Life.
En 2008 Rosedale era honrado en la 59.ª Tecnología Anual & Premios de Emmy de la Ingeniería por la creación de Linden Labs del mundo online Second Life.

## Biografía

### Primeros años
Rosedale se interesó por las computadoras, la tecnología y la realidad virtual desde temprana edad. Comenzó su propia empresa vendiendo sistemas de bases de datos a pequeños negocios a los 17 años, utilizó las ganancias para financiar su educación universitaria y finalmente obtuvo una licenciatura en física de la Universidad de California en San Diego

### Carrera
En 1995, Rosedale creó un innovador producto de videoconferencia por Internet (llamado "FreeVue"), que luego fue adquirido por RealNetworks, donde (en 1996) pasó a convertirse en vicepresidente y director de tecnología. Un año después, Rosedale dejó RealNetworks y fundó Linden Lab, que lleva el nombre de una calle de Hayes Valley (un barrio de San Francisco). Con la creación de Second Life, cumplió el sueño de su vida de crear un mundo virtual a escala de Internet. En 2006, él y Linden Lab recibieron el Rave Award for Innovation in Business de WIRED. El 14 de marzo de 2008 anunció que dejaría su cargo de director ejecutivo de Linden Lab y asumiría el cargo de presidente de la junta directiva (casualmente, exactamente 6 años después del "nacimiento" de su avatar).
Rosedale había declarado que su objetivo con Second Life era demostrar un modelo viable para una economía o sociedad virtual. En sus propias palabras: "No vemos esto como un juego. Lo vemos como una plataforma que es, en muchos sentidos, mejor que el mundo real" (Google TechTalks, marzo de 2006). En octubre de 2009, Rosedale anunció que estaría menos involucrado en el desarrollo de Second Life porque se estaba centrando en un nuevo proyecto. El proyecto anunciado resultó ser una empresa llamada LoveMachine Inc, fundada con Ryan Downe.
En junio de 2010, anunció que regresaría a la oficina como director ejecutivo de Linden Lab. Sin embargo, en octubre de 2010, Rosedale anunció que dejaría su puesto como director ejecutivo interino.
En noviembre de 2011, Rosedale lanzó un nuevo proyecto llamado Coffee and Power, un sitio que Rosedale llama "metaempresa", que permite a las personas conectarse para pequeños trabajos y servicios. El 16 de abril de 2013, Coffee & Power publicó en el blog de su empresa que iban a dejar de trabajar en Workclub, su aplicación móvil, y comenzarían a trabajar en una nueva empresa llamada High Fidelity Inc.
Philip Rosedale regresa a Second Life como asesor estratégico.

## Personal
Philip Rosedale está casado con Yvette Forte Rosedale. Viven en San Francisco con sus cuatro niños. Uno de los niños se llama August Rosedale.

## Medios de comunicación
- Empresarial 2.0, Cómo para Tener éxito en 2007, Philip Rosedale Fundador y CEO, Laboratorio de Tilo, Descubrir el Real-la vida Toma-Fuera en Economías Virtuales[17]
- En 2007, Rosedale estuvo listado entre las 100 Personas Más Influyentes de Revista de Tiempo en El Mundo.